# HMC Sportscars

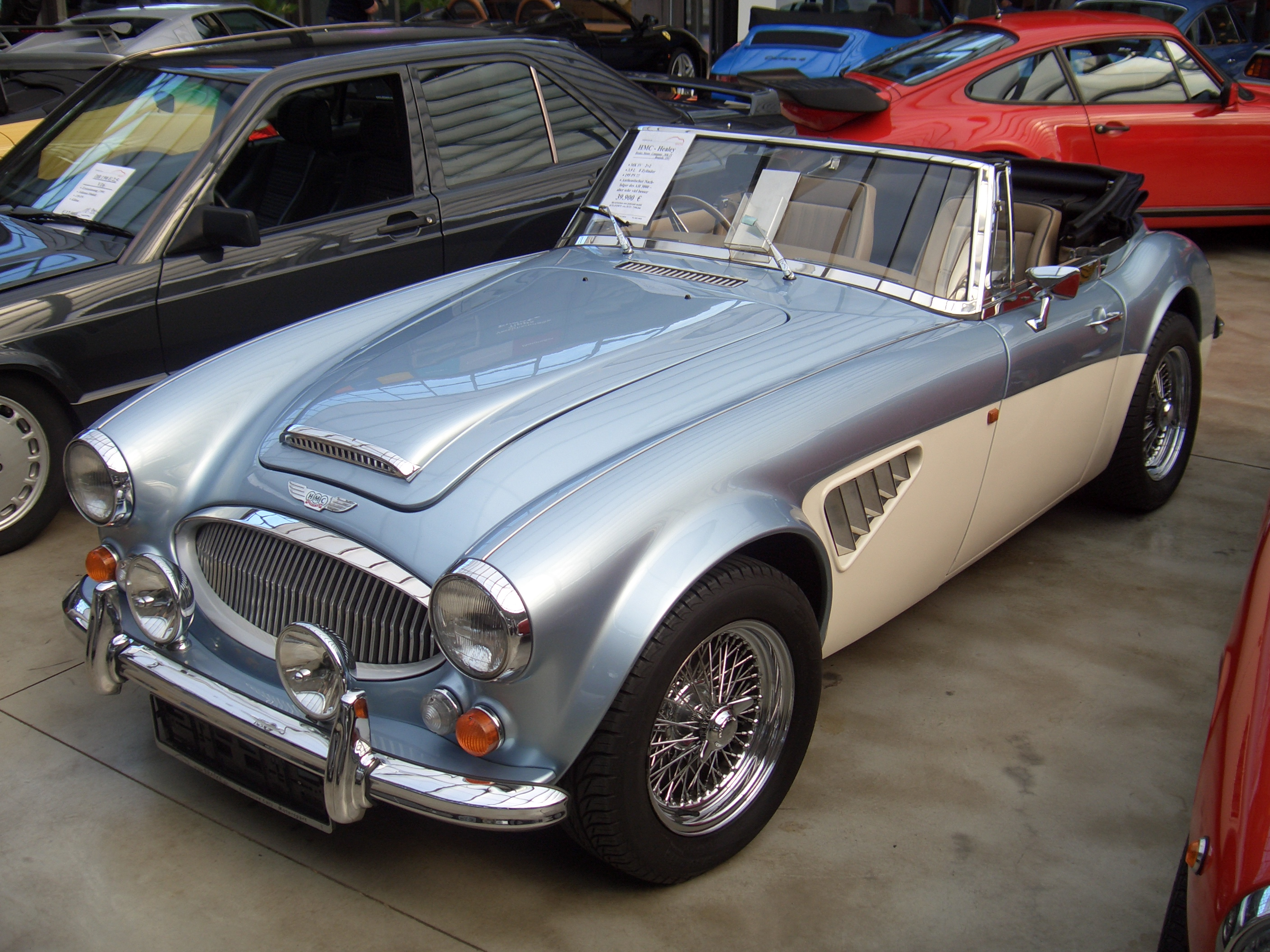
HMC Mark IV von 1997

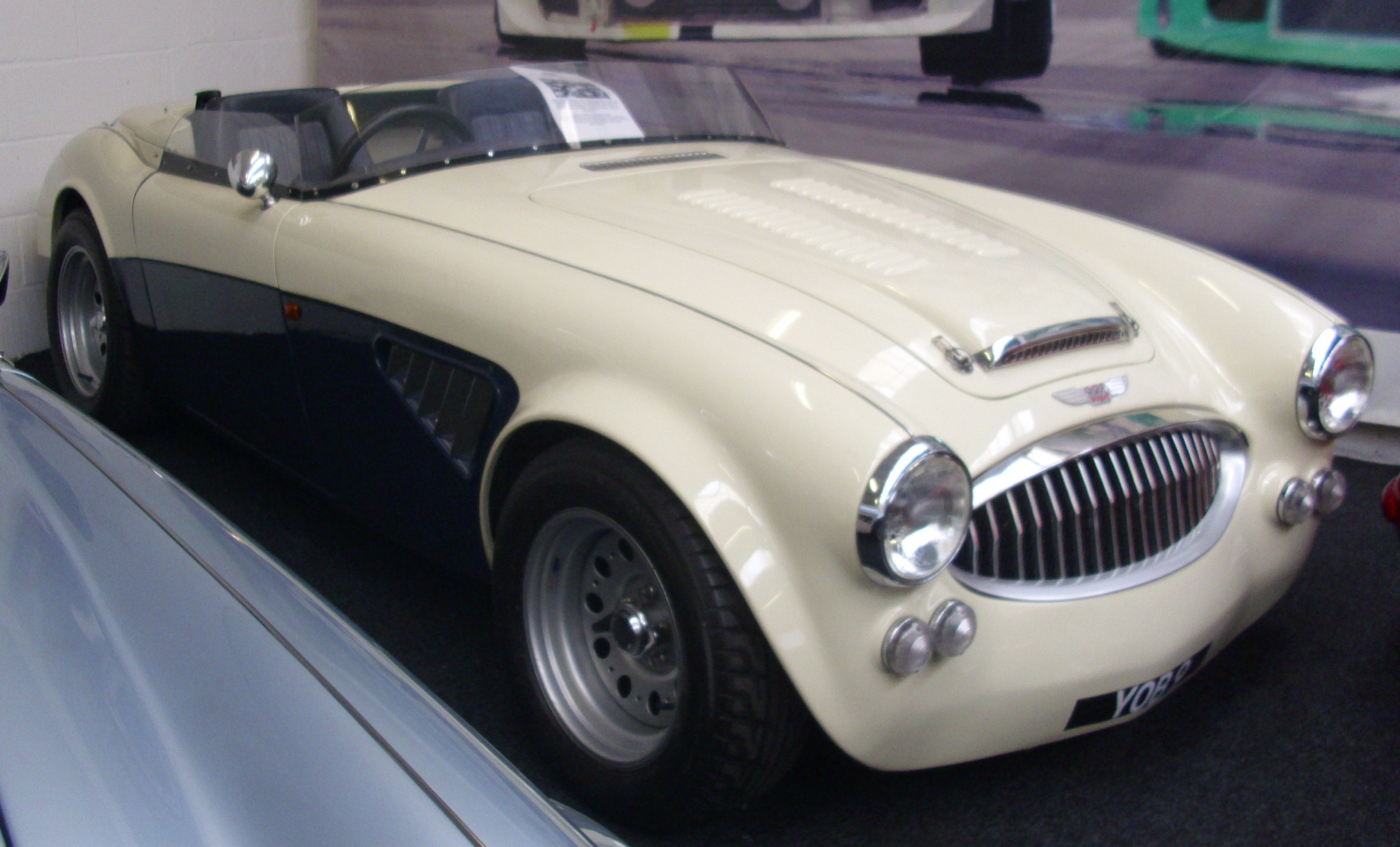
HMC Lightweight von 2000

HMC Sportscars Limited war ein britischer Hersteller von Automobilen.

## Unternehmensgeschichte
Die Brüder Peter und Graham Holmes gründeten 1985 das Unternehmen in Stroud in der Grafschaft Gloucestershire. Sie begannen mit der Entwicklung und 1989 mit der Produktion von Automobilen. Der Markenname lautete HMC. 2000 endete die Produktion.

## Fahrzeuge
Im Angebot standen Nachbildungen des Austin-Healey 3000. Während eine Quelle einen Zentralrohrrahmen angibt, nennt eine andere Quelle einen Rückgrat-Rohrrahmen. Darauf wurde eine Karosserie montiert, die zunächst aus Fiberglas, später aus Aluminium bestand. Die Ausführung Mark IV war luxuriös ausgestattet, der Silverstone war leichter und der 1995 präsentierte Lightweight war mit 940 kg Leergewicht die leichteste Variante. Verschiedene V8-Motoren von Rover trieben die Fahrzeuge an.